# Aleks Verli
Aleks Verli (ur. 7 lipca 1920 w Muzinë, zm. ?) – minister finansów Albanii w latach 1956-1974.

## Życiorys
Był członkiem Centralnej Komisji Rewizyjnej Komitetu Centralnego Albańskiej Partii Pracy.
Od 4 czerwca 1956 do 29 października 1974 był ministrem finansów Albanii.
Został wybrany na deputowanego IV kadencji Zgromadzenia Ludowego w wyborach, które się odbyły dnia 1 czerwca 1958.
W latach 1974–1976 był dyrektorem Banku Albanii.